# کران (شاهین‌دژ)
کران (شاهین‌دژ)، روستایی از توابع بخش مرکزی شهرستان شاهین‌دژ در استان آذربایجان غربی ایران است.روستای کران در ۱۸ کیلومتری شهرستان شاهیندژ واقع است و با روستاهای قزلقیه و الی بالتا همجوار است.

## جمعیت
این روستا در دهستان هولاسو قرار دارد و براساس سرشماری مرکز آمار ایران در سال ۱۳۸۵، جمعیت آن ۹۱ نفر (۱۵ خانوار) بوده‌است.